# Witchfinder General
Witchfinder General is een Britse doommetal en New Wave of British Heavy Metalband uit Stourbridge, opgericht in 1979, ontbonden in 1984 en sinds 2006 weer actief.

## Bezetting
Huidige bezetting
- Phil 'Woolfy Trope' Cope (e-gitaar)
- Gary 'Gaz' Martin (zang)
- Rod 'Corks' 'Hawk Eye' Hawkes (e-basgitaar)
- Dermot 'Derm the Germ' Redmond (drums)

Voormalige leden
- Kevin 'Toss' McCready († 2008) (e-basgitaar)
- Graham Ditchfield (drums)
- Steve 'Kid Nimble' 'Kid Rimple' Kinsell (drums)
- Zeeb Parkes (zang)
- Johnny Fisher (e-basgitaar)

## Geschiedenis
Rod Hawkes, Phil Cope en Robert Hickmann, die later de naam voor de band zouden kiezen, kenden elkaar sinds eind 1974, omdat ze samen naar dezelfde school gingen. Met Hickmann op de andere elektrische gitaar en de drummer Dave Potter, die later bij Cloven Hoof kwam, speelden ze een paar optredens, voordat ze als band ontbonden en zich aan andere projecten wijdden. De band heette Electrode, waarin Zeeb Parkes optrad als roadie. De oprichting van Witchfinder General dateert uit de late jaren 1970, toen zanger Zeeb Parkes en gitarist Phil Cope besloten om samen liedjes te schrijven. Beiden hadden eerder ervaring opgedaan bij andere bands in de West Midlands. De naam Zeeb Parks was slechts een pseudoniem, een bijnaam die Cope hem had gegeven. In die tijd droeg Parkes vaak zwartwit gestreepte rugbyshirts, die Cope deden denken aan een zebra in het oranje flikkerende discolicht. De uitdrukking werd uiteindelijk ingekort tot Zeeb. Eind 1978 hadden beiden genoeg nummers geschreven om begin 1979 op te treden. Verschillende mensen werkten aan drums en bas, waaronder de neef van Cope als drummer. De band kon haar populariteit slechts in beperkte mate vergroten.
Witchfinder General werd eind 1979 officieel geformeerd. De naam van de band is ontleend aan de horrorfilm The Witch Hunter (oorspronkelijke titel: Witchfinder General) uit 1968. In december 1980 werd het uitbrengen van de single Invisible Hate aangekondigd bij het WFG-label, maar dit is nooit gebeurd. Met Kerstmis 1980 verliet de toenmalige bassist Johnny Fisher de bezetting en werd in 1981 vervangen door Kevin 'Toss' McCready. De band bereikte toen een platencontract bij Heavy Metal Records in 1981. De band begon toen met het opnemen van de eerste single voor het toen pas opgerichte label. De opnamen bestonden uit vier tot vijf opnamen, waarvan Satan’s Children en Burning a Sinner de singlehitlijst haalden. Achteraf was Zeeb Parkes kritisch op de opnamen, aangezien de band onervaren was in de studio en ook de bas sterk vervormd was. De opnamen waren gemaakt in de Ginger Studios in Aldridge. De single werd in september van hetzelfde jaar uitgebracht. Verdere lokale optredens volgden om de opnamen te promoten. Het nummer Rabies, ook gemaakt tijdens de opnamen, werd gebruikt voor de Heavy Metal Records sampler Heavy Metal Heroes. In de tweede helft van 1982 volgde de ep Soviet Invasion, waarop naast het gelijknamige nummer opnieuw Rabies en een liveversie van het nummer R.I.P. zijn inbegrepen. Ook hier was Parkes niet tevreden met het opnameresultaat, hoewel hij het beter vond dan dat van Burning a Sinner. De opnamen hiervoor hadden eind 1981 opnieuw plaatsgevonden in de Ginger Studios. Steve 'Kid Rimple' Kinsell werd voorgesteld als de nieuwe drummer. Bij R.I.P. speelde de band het nummer zoals ze het live zouden spelen. De publieksgeluiden werden later als soundtrack ingevoegd. Deze methode is gekozen omdat de band geen tijd meer had om een goede studio-opname te maken.
Het uitbrengen van de opnamen vond plaats, enkele maanden nadat het debuutalbum al was opgenomen. De bezetting van drums en bas was weer veranderd. Graham Ditchfield was als drummer betrokken bij de opnamen van het debuutalbum. De opnamen vonden in mei 1982 plaats gedurende een periode van drie dagen met Saxon-producent Pete Hinton in de Metro Studios in Mansbury. Omdat er nog geen geschikte bassist was gevonden, nam Cope ook de bas over en werd uitgevoerd onder het pseudoniem Woolfy Trope. Zeeb was voor het eerst echt tevreden met de opnamekwaliteit. Het album werd in 1982 uitgebracht onder de naam Death Penalty, met een controversiële cover die werd verboden. Het toont een geposeerd offerritueel van een lichtgeklede vrouw, die belichaamd werd door model Joanne Latham, die haar keel doorgesneden had. De bandleden staan in de scene als heksenjager, landsknecht, monnik en biechtvader, gekleed in de juiste kledij. De omslag was een van de eerste die in Duitsland werd geïndexeerd door het Federal Test Center for Media Harmful to Young People. Er wordt aangenomen dat de albumhoes opzettelijk is ontworpen om provocerend te zijn, zoals de reclameslogan 'Koop dit album voordat het wordt verboden'. Het album werd echter redelijk goed verkocht.
In 1982 waren er geen optredens. De band bracht echter geen nieuwe opnamen uit en was alleen te horen met het oude, maar niet eerder gepubliceerde nummer Free Country op Heavy Metal Heroes Volume II. Na de opnamen kwam Rod 'Corks' 'Hawk Eye' Hawkes als bassist bij de band. Drummer Ditchfield verliet de band, maar was nog te horen in latere opnamen als gastdrummer. In maart 1983 nam de band met producent Robin George binnen twee weken het tweede album Friends of Hell op in de Horizon Studios in Coventry. Het album werd in hetzelfde jaar uitgebracht, maar was minder succesvol dan zijn voorganger. De intentie om de provocatie, die door het eerste album door verschillende naakte meisjes op de cover werd bereikt, te vergroten, had geen effect.
De publicatie volgde op een tournee, waarbij Derm 'Derm the Germ' Redmond als drummer betrokken was. In hetzelfde jaar volgde de single Music met het nummer Last Chance als B-kant. In 1984 schreef de band een nieuw album, dat echter niet kon worden voltooid, aangezien de band in de zomer van hetzelfde jaar uit elkaar ging. Tot nu toe kon de band nooit buiten Engeland spelen. In 1990 was het nummer Witchfinder General te horen op Lars Ulrichs sampler New Wave of British Heavy Metal '79 Revisited. In 2006 bracht Nuclear War Now! Productions Live '83 uit, dat bestaat uit oude live-opnamen. Toen de cd-versie voor het eerst werd gedrukt, werd de afspeelsnelheid van individuele nummers verstoord. In hetzelfde jaar kwam de band weer bij elkaar en bracht het album Resurrected uit in 2008. Naast de nieuwe zanger Gary 'Gaz' Martin bestaat de band uit bassist Hawkes, gitarist Cope en drummer Redmond. Ondertussen werd in 2007 de compilatie Buried Amongst the Ruins uitgebracht, die bestaat uit het songmateriaal van Burning a Sinner en Soviet Invasion en vier live songs uit 1981.

## Stijl
Malc Macmillan constateerde in The N.W.O.B.H.M. Encyclopedia dat de band weinig aandacht kreeg, toen ze actief was en achteraf alleen belangrijker was. Witchfinder General werd beïnvloed door de andere regionale band Earth (de latere Black Sabbath). De band heeft een voorkeur voor horrorfilms, wat te zien is aan de bandnaam. Men vertrouwt op een gotische symboliek en de teksten zijn macaber. Op Burning a Sinner hoor je overeenkomsten met Pentagram en Saint Vitus. Op het gelijknamige nummer van de ep Soviet Invasion ging men weg van het horrorfilmthema. De teksten op Death Penalty zijn grotesk. De hoes suggereert dat de nummers over donkere onderwerpen gaan. Bij de meeste nummers is dit echter niet het geval. Ze zijn meestal te vrolijk om als pure doommetal te worden beschouwd. De band is een doommetalband vergelijkbaar met Desolation Angels, Pagan Altar, Demon en Angel Witch. Friends of Hell lijkt op het debuutalbum, alleen is de band nu wat meer variabel. Op de omslag staat een groep vrouwen op een begraafplaats die door de bandleden zouden worden bedreigd. Het onderwerp van de teksten zou nu afwijken van het pad van het occultisme. Daarnaast zetten ze zich meer in voor de traditionele New Wave of British Heavy Metal, zodat af en toe overeenkomsten met bands als Satan, Kraken en Blitzkrieg te horen zijn. Het album is echter nog minder een doommetalalbum dan zijn voorganger.
Matthias Mader merkte in het boek NWoBHM New Wave van British Heavy Metal The glory Days op dat de band vergelijkbaar klinkt met Black Sabbath in het Ozzy Osbourne-tijdperk. Scott Weinrich noemt de band vaak een van zijn grootste invloeden. Ook The International Encyclopedia of Hard Rock and Heavy Metal en Neil Jeffries in Kerrang! De directeur van Heavy Metal merkte tonale overeenkomsten op met Black Sabbath. In The Encyclöpedia of Heavy Metal ontdekte Daniel Bukszan dat de band 100 procent pure doommetal speelde en dat de twee albums klassiekers van het genre waren. De band was van grote invloed voor latere bands van het genre, terwijl ze weinig aandacht kregen als ze actief waren. Eduardo Rivadavia van Allmusic merkte op dat Witchfinder General nauwelijks belangrijk was voor de New Wave of British Heavy Metal, maar een zeer belangrijke vroege invloed voor doommetalbands. Hij hoorde ook een sterke Black Sabbath-invloed. In een interview op witchfindergeneral.net noemde Cope Black Sabbath en Tony Iommi als invloeden. De teksten van de band zijn allemaal geschreven door Zeeb Parkes.
Martin Popoff schreef de band ook een pioniersrol toe in doommetal in The Collector’s Guide of Heavy Metal Volume 2: The Eighties. Hij vergeleek de muziek op Death Penalty met de vroege werken van Black Sabbath. Daarnaast zijn ook parallellen met Diamond Head hoorbaar. Friends of Hell klinkt als een mix van het titelloze album van Black Sabbath, evenals Master of Reality en Mob Rules. De muziek klinkt deprimerend als zijn voorganger, met zang die doet denken aan de vroege Ozzy Osbourne. Naast Trouble en later Cathedral was Witchfinder General de enige band die dicht bij de vroege Black Sabbath kwam.
Garry Sharpe-Young merkte in A-Z of Doom, Gothic & Stoner Metal op dat de band destijds vaak door de recensenten werd afgewezen, omdat de overeenkomsten met Black Sabbath op dat moment te sterk waren. Markus Müller van Rock Hard heeft de stijl ook toegewezen aan doommetal in zijn recensie van Soviet Invasion. Witchfinder General was voor veel bands een grote invloed. Zo zou Saint Vitus Witchfinder General als model hebben gegeven op een vel tekst dat de Amerikaanse publicatie van haar debuutalbum vergezelde. Het doommetal-heavy materiaal van de band is te horen op de ep. Jens Schmiedeberg van Metal Hammer zei over het gelijknamige nummer op Music dat het donker was, maar melodieusheid niet uit de weg ging. Het B-kantnummer Last Chance was donker en onhandig, maar niet zonder de nodige drive en Black Sabbath-banden. Een probleem later beoordeelde Schmiedeberg Friends of Hell en wees ook op een gelijkenis met de vroege Black Sabbath. Van de nummers op het album blijkt alleen muziek enigszins commercieel te zijn. Het album wordt gekenmerkt door frequente tempowisselingen. Ook Reverend Bizarre noemt Witchfinder General als invloed. In zijn boek Demonized Heavy Metal schrijft Reto Wehrli over de schandalen van de moderne muziekgeschiedenis. Muzikaal beperkte het viertal zich tot het plagiaat van zijn verklaarde rolmodel Black Sabbath (inclusief de jammerende toon van Ozzy-Osbourne in de zang), wat ook tot uiting kwam in satanistische betekenissen, maar vonden vaak alleen domme teksten. Ondanks de formele zwakheden, oefende dit materiaal jaren later een zekere invloed uit op de nieuw opkomende stijl van doommetal.

## Discografie

### Albums
- 1982: Death Penalty (Heavy Metal Records)
- 1983: Friends of Hell (Heavy Metal Records)
- 2008: Resurrected (Buried by Time and Dust Records)

### Livealbums en compilaties
- 2006: Live ‘83 (livealbum, Nuclear War Now! Productions)
- 2007: Buried Amongst the Ruins (compilatie, Nuclear War Now! Productions)
- 2010: Death Penalty / Friends of Hell (boxset, Buried by Time and Dust Records)

### Singles en ep's
- 1981: Burning a Sinner (single, Heavy Metal Records)
- 1982: Soviet Invasion (ep, Heavy Metal Records)
- 1983: Music (single, Heavy Metal Records)

### Sampler-bijdragen
- 1981: Rabies op Heavy Metal Heroes (Heavy Metal Records)
- 1982: Free Country op Heavy Metal Heroes Volume II (Heavy Metal Records)
- 1985: Friends of Hell op Metal Inferno (Castle Communications)
- 1986: Friends of Hell op Metal Killers Kollection II (Castle Communications)
- 1990: Witchfinder General op New Wave of British Heavy Metal '79 Revisited (Phonogram)
- 1991: Music op N.W.O.B.H.M. (Heavy Metal)
- 1995: Music op Give ’Em Hell (Nectar Masters)